# 秀美真蛇䲁
秀美真蛇䲁（學名：Ophioblennius trinitatis），為輻鰭魚綱鳚形目䲁科真蛇䲁屬的一種，分布於西南大西洋巴西海域，深度0至53公尺，本魚體延長，略側扁，頭短鈍，具一對犬齒，眼睛的邊緣都有藍色，眼球後面有一個深褐色的斑點，大小與瞳孔的直徑相似，幼魚是雙色，前半部是橄欖綠色，後半部是黃色；成魚具有均勻的棕色圖案和淡黃色的魚鰭，受到驚嚇時，體側圖案會變成深色和淺色交替的不規則條紋，體長可達5.6公分，棲息在沿海珊瑚礁及礁石區，屬雜食性，以藻類及小型無脊椎動物為食，具領域性，全年會進行繁殖，雌魚產附著性卵，雄魚有護卵行為，幼魚為浮游性，生活習性不明。